# Kenny Harrison
Kenny Harrison (født 13. januar 1965 i Milwaukee, Wisconsin) er en tidligere amerikansk atletikudøver som konkurrerede i trespring.
Han blev verdensmester i 1991, men gik glip af OL 1992 i Barcelona på grund af skader. Han kom imidlertid tilbage og vandt guld ved OL 1996 i Atlanta, med en personlig rekord på 18,09.